# Bryobia pseudorubrioculus
Bryobia pseudorubrioculus är en spindeldjursart som beskrevs av Frank Jason Smiley och Baker 1995. Bryobia pseudorubrioculus ingår i släktet Bryobia och familjen Tetranychidae. Inga underarter finns listade.